# Wahlkreis Saalfeld
Der Wahlkreis Saalfeld war ein Landtagswahlkreis zur Landtagswahl in Thüringen 1990, der ersten Landtagswahl nach der Wiedergründung des Landes Thüringen. Er hatte die Wahlkreisnummer 32.
Der Wahlkreis umfasste den kompletten damaligen  Landkreis Saalfeld mit folgenden Städten und Gemeinden: Altenbeuthen, Arnsgereuth, Bernsdorf, Beulwitz, Birkigt, Breternitz-Fischersdorf, Dorfilm, Dorfkulm, Drognitz, Eyba, Goßwitz Großgeschwenda, Herschdorf b. Leutenberg, Hirzbach, Hockeroda, Hohenwarte, Kamsdorf, Kaulsdorf, Kleingeschwenda b. Arnsgereuth, Königsthal, Könitz, Laasen, Landsendorf, Langenschade, Leutenberg, Lichtentanne, Lositz-Jehmichen, Marktgölitz, Munschwitz, Neuenbeuthen, Oberloquitz, Oberwellenborn, Probstzella, Reichenbach b. Unterloquitz, Reitzengeschwenda, Reschwitz, Roda, Saalfeld/Saale, Schaderthal, Schweinbach, Steinsdorf, Unterloquitz, Unterwellenborn, Volkmannsdorf, Weischwitz, Wickersdorf, Wittmannsgereuth und Witzendorf.

## Ergebnisse
Die Landtagswahl 1990 fand am 14. Oktober 1990 statt und hatte folgendes Ergebnis für den Wahlkreis Saalfeld:
| Direktkandidat | Partei (Kürzel) | Erststimmen (%) | Zweitstimmen (%) |
| -------------- | --------------- | --------------- | ---------------- |
| Harald Stauch  | CDU             | 43,0            | 43,5             |
|                | Chr. L          | -               | 00,2             |
|                | DFD             | -               | 00,5             |
|                | REP             | -               | 01,1             |
|                | DBU             | -               | 00,5             |
|                | DSU             | 05,4            | 03,9             |
|                | F.D.P.          | 09,5            | 09,0             |
|                | LL-PDS          | 10,5            | 10,4             |
|                | NPD             | -               | 00,2             |
|                | NFGRDJ          | 08,3            | 07,2             |
|                | SPD             | 22,1            | 22,8             |
|                | UFV             | 01,2            | 00,8             |

Es waren 44.282 Personen wahlberechtigt. Die Wahlbeteiligung lag bei 71,9 %.  Als Direktkandidat wurde Harald Stauch (CDU) gewählt. Er erreichte 43,0 % aller gültigen Stimmen.